# 1891 en Suisse
Chronologie de la Suisse
- 1887
- 1888
- 1889
- 1890
- 1891
- 1892
- 1893
- 1894
- 1895

 (avril 2023).
Si vous disposez d'ouvrages ou d'articles de référence ou si vous connaissez des sites web de qualité traitant du thème abordé ici, merci de compléter l'article en donnant les références utiles à sa vérifiabilité et en les liant à la section « Notes et références ».
Chronologie de la Suisse
1890 en Suisse - 1891 en Suisse - 1892 en Suisse

## Gouvernement au1erjanvier 1891
- Conseil fédéral[1]
  - Emil Welti (PRD), président de la Confédération
  - Walter Hauser (PRD), vice-président de la Confédération
  - Karl Schenk (PRD)
  - Emil Frey (PRD)
  - Adrien Lachenal (PRD)
  - Adolf Deucher (PRD)
  - Eugène Ruffy (PRD)

## Évènements
- Jeudi 12 mars : fondation de la Fédération suisse des cafetiers, restaurateurs et hôteliers.
- Dimanche 15 mars : votations fédérales. Le peuple rejette, par 353 977 non (79,4 %) contre 91 851 oui (20,6 %), la Loi fédérale concernant les fonctionnaires et employés fédéraux devenus incapables de remplir leurs fonctions.

- Lundi 18 mai : début des festivités d’inauguration de l'Université de Lausanne.
- Mardi 19 mai : effondrement du quai du Trait de Baye à Montreux (VD).

- Dimanche 14 juin : un pont sur la Birse s’effondre au passage d’un train de la Compagnie Jura-Simplon à Münchenstein (BL). Le bilan du plus grave accident de chemin de fer en Suisse s’élève à 71 morts et 171 blessés.

- Mercredi 1er juillet : entrée en vigueur de la loi fédérale concernant la protection des marques de fabrique et de commerce, des indications de provenance et des mentions de récompenses industrielles.
- Dimanche 5 juillet : votations fédérales. Le peuple approuve, par 946 077 oui (54,5 %) contre 789 209 non (45,5 %), la révision de la Constitution fédérale. Le droit d'initiative populaire est introduit à l'échelon fédéral.
- Samedi 18 juillet : 
  - Début de la Fête fédérale de gymnastique à Genève.
  - Inauguration du Jet d'eau de Genève.

- Samedi 1er août : célébration du 600e anniversaire de la Confédération à Schwytz. Le 1er août devient la Fête nationale suisse.
- Vendredi 14 août : mise en service du funiculaire Lauterbrunnen-Mürren (BE).

- Mercredi 30 septembre : ouverture du nouveau Théâtre de Zurich, avec Lohengrin de Richard Wagner.
- Mercredi 14 octobre : entrée en vigueur de la loi fédérale sur la création de corps d'armée.

- Dimanche 18 octobre : votations fédérales.
  - Le peuple approuve, par 231 578 oui (59,3 %) contre 158 615 non (40,7 %), la révision de l'article 39 de la Constitution fédérale.
  - Le peuple approuve, par 220 004 oui (58,1 %) contre 158 934 non (41,9 %), la Loi fédérale sur le tarif des douanes fédérales.

- 1er décembre : création du Bureau international permanent de la paix à Berne[2].
- Dimanche 6 décembre : votations fédérales. Le peuple rejette, par 289 406 non (68,9 %) contre 130 729 oui (31,1 %), l'achat du chemin de fer Central suisse[3].
- Jeudi 17 décembre : élection de Joseph Zemp au Conseil fédéral. Il s’agit du premier conservateur catholique à siéger à l’exécutif fédéral, jusqu’ici formé exclusivement de radicaux[3].
- Lundi 28 décembre : premier numéro du Corriere del Ticino, quotidien libéral-conservateur.

## Naissances
- 26 janvier : Charles Journet, cardinal et théologien suisse († 15 avril 1975).

## Décès
- 24 janvier : Karl Stauffer-Bern, peintre et graveur, à Florence (Toscane), à l’âge de 33 ans.
- 8 mars : Antonio Ciseri, peintre, à Florence (Toscane), à l’âge de 69 ans.
- 10 mai : Karl Wilhelm von Nägeli, botaniste, à Munich (Bavière), à l’âge de 74 ans.
- 31 mai : Charles-Guillaume Kopp, physicien, à Strasbourg, à l’âge de 69 ans.
- 3 octobre : Vincenzo Vela, sculpteur, à Mendrisio (TI), à l’âge de 61 ans.
- 25 novembre : Gian Fadri Caderas, poète, à Samedan (GR), à l’âge de 61 ans.
- 27 novembre : Émile-François David, peintre, à Rome, à l’âge de 67 ans.